# 六名

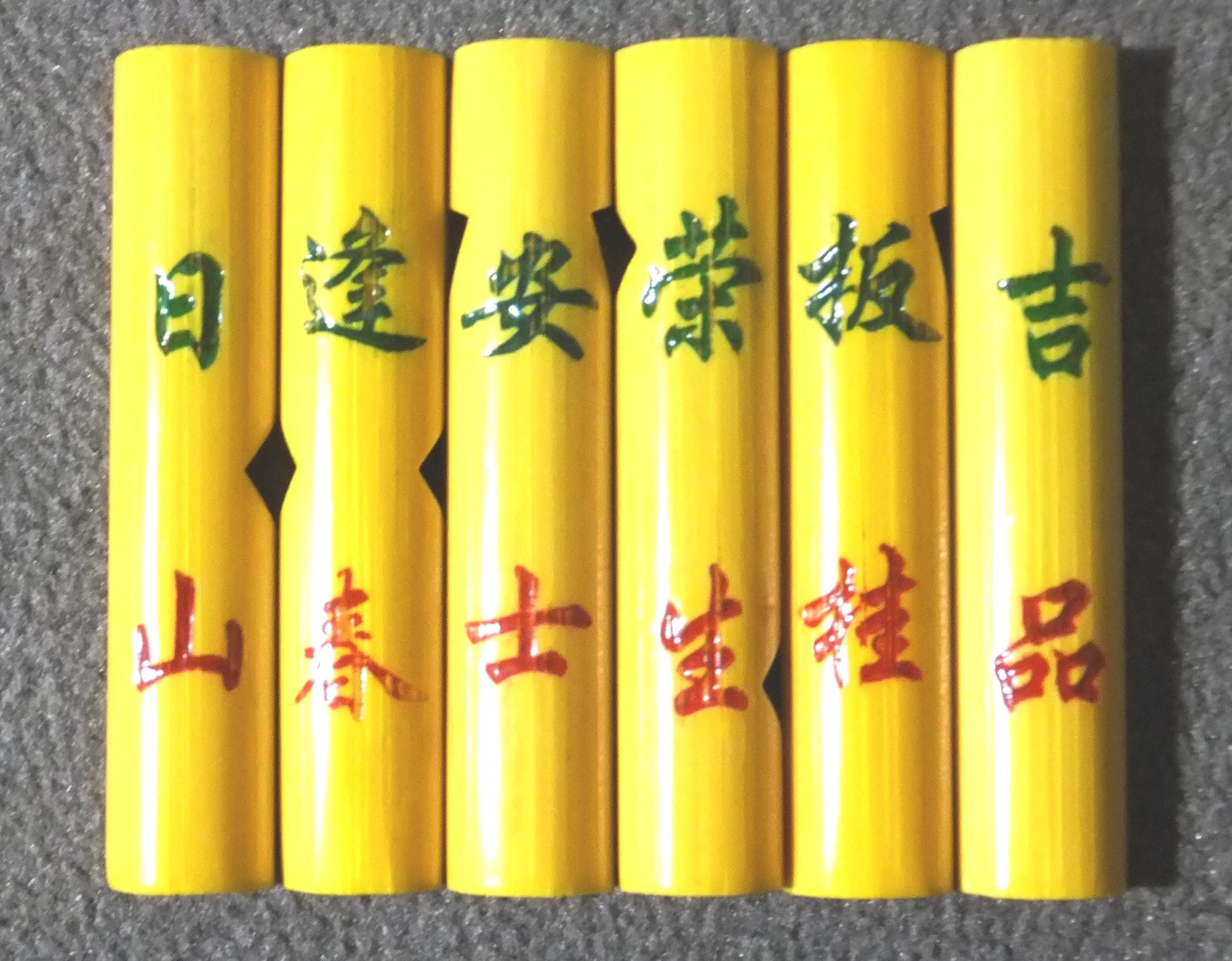
六名

六名，又稱六命、六明，是浙江温州、台州等地的傳統押寶遊戲，賭具為六支籤與一個签筒，籤寫上名稱來自打花會的日山、逢春、安士、榮生、板桂、吉品，表示可壓注的六門，以庄家签筒里甩出的籤决定输赢。
六名又叫六命，取自三十四名或三十六名的押花会，花会是儒生创始的一种游戏，好多内容涉及周易，所以花会又称“儒赌”。花会赌一把需要一个上午，耗时且程序繁琐，容易被社会管理者抓获，大抵在民国时期政府严厉禁赌，所以浙江福建沿海的台州温州，泉州等地的赌徒精简花会中的陈姓上六名：陈吉品、陈扳桂、陈逢春、陈荣生、陈日山、陈安士，成了一种更便捷更容易逃避被抓的六名赌法，也就是：第一吉品、第二扳桂、第三逢春、第四荣生、第五日山、第六安士。吉品表示美妙人生之意；扳桂就是蟾宫扳桂，状元及第；逢春就是枯木逢春出现转机渐入佳境；荣生就是受尊敬的人；日山就是日落西山进入低谷；安士就是安逸之士。说的是人的六种命运，故曰：六命。庄家由一名宝官和一名前台荷官组成。赌客和一名制图者（制作宝官出宝的顺序，以便更好的押宝）和庄家对垒。除了吉品押中一赔四，其他押中都是一赔五。赌法和花会类似，只是精简了花会的繁琐。